# Lehtinenia bicornis
Lehtinenia bicornis là một loài nhện trong họ Tetrablemmidae.
Loài này thuộc chi Lehtinenia. Lehtinenia bicornis được Tong & Li miêu tả năm 2008.